# Karl Bednarik
Karl Josef Franz Bednarik (* 18. Juli 1915 in Wien; † 14. Jänner 2001 ebenda) war ein Wiener Maler und Schriftsteller mit sozialkritischem Engagement.

## Leben

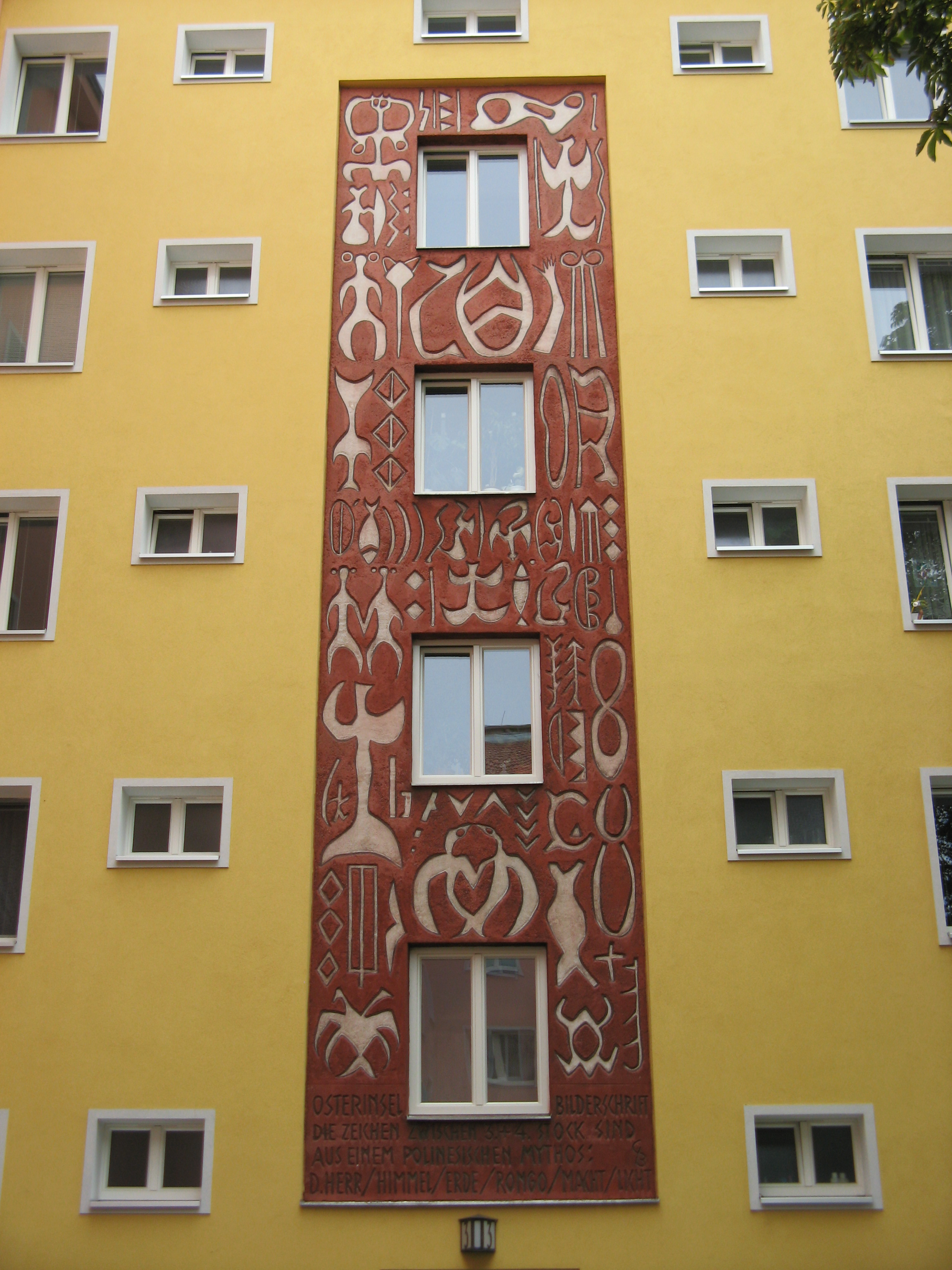
Bednariks Sgraffito Ozeanische Ornamente (1960) in Wien-Meidling

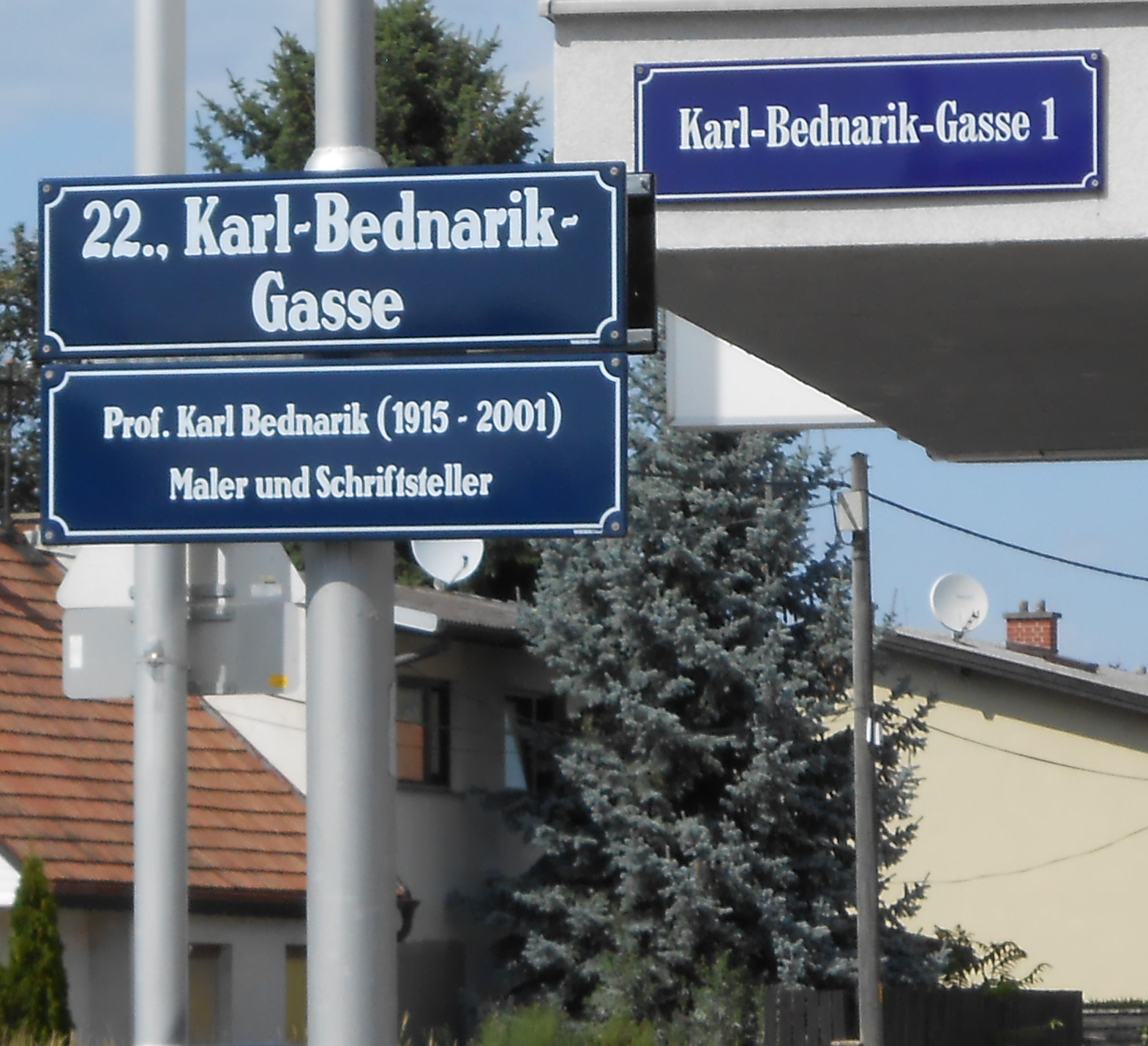
Karl-Bednarik-Gasse

Bednarik bekämpfte sowohl den Austrofaschismus als auch den Hitler-Faschismus.
Karl Bednarik erlernte den Beruf des Buchdruckers, war dann jedoch unter anderem als Elektroschweißer tätig. Daneben bildete er sich autodidaktisch als Künstler weiter. Im Jahr 1946 hatte er seine erste Ausstellung als Maler, auch die Albertina erwarb einige seiner Bilder.
In seinem utopischen Roman Omega Fleischwolf beschreibt Bednarik eine Arbeiterschaft, die sich vom Kampf für den gesellschaftlichen Fortschritt abwendet und nur an individuellen Vorteilen interessiert ist.
Karl Bednarik wurde am Friedhof der Feuerhalle Simmering in Wien bestattet (Abteilung MR, Gruppe 76, Nr. 5). Seit Februar 2006 gibt es im 22. Wiener Gemeindebezirk eine Karl-Bednarik-Gasse.
Bednariks Nachlass befindet sich im Literaturarchiv der Österreichischen Nationalbibliothek. Bedeutende Teile des künstlerischen Nachlasses von Karl Bednarik gingen 2016/17 aufgrund einer Schenkung der Familie an die MUSA Museum Startgalerie Artothek. Bednarik war seit 1964 Mitglied der Loge Libertas, als Gründungsmitglied seit 1965 in der Loge Libertas Gemina und ab 1991 affiliertes Mitglied der Loge Zu den 3 Lichtern.

## Werke
- Zwischenfall in Wien. Heliopolis-Verlag, Tübingen 1951.
- Der junge Arbeiter von heute – ein neuer Typ. Kilpper Verlag, Stuttgart 1953.
- Der Tugendfall. Kremayr und Scheriau, Wien 1953.
- Omega Fleischwolf. Kremayr und Scheriau, Wien 1954.
- An der Konsumfront – Zwischenbilanz des modernen Lebens. Kilpper Verlag, Stuttgart 1957.
- Die Programmierer, Eliten der Automation. Verlag Fritz Molden, Wien/München 1965.
- Die Lerngesellschaft. Verlag Fritz Molden, Wien/München 1966.
- Die Krise des Mannes. Verlag Fritz Molden, Wien/München 1967.
- Die Entdecker des Weltraums. Essays zu Fotos von Erich Lessing, Herder-Verlag, Wien 1968.
- Österreich 1918. Verlag für Jugend & Volk, Wien/München 1968.
- Die unheimliche Jugend. Verlag für Jugend und Volk, Wien/München 1969.